# David Harney
David Harney (sinh ngày 2 tháng 3 năm 1947 tại Jarrow, Anh) là một cầu thủ bóng đá người Anh từng thi đấu ở vị trí tiền đạo tại Football League cho Grimsby Town, Scunthorpe United và Brentford.

## Sự nghiệp
Harney gia nhập đội bóng hạng tư Brentford theo dạng thử việc vào tháng 10 năm 1969, nhưng chỉ có 1 lần ra sân ở đội một, khi vào sân muộn trong chiến thắng 1–0 trước Notts County. Ông có mặt trong trận đấu tại London Challenge Cup cho đội dự bị trước Tottenham Hotspur và trong trận giao hữu với Millwall, nơi anh có ghi bàn, nhưng vẫn không có lời mời hợp đồng.

## Thống kê sự nghiệp
| Câu lạc bộ          | Mùa giải            | Giải vô địch        | Giải vô địch | Giải vô địch | Cúp FA | Cúp FA | Cúp Liên đoàn | Cúp Liên đoàn | Tổng | Tổng |
| Câu lạc bộ          | Mùa giải            | Hạng đấu            | Trận         | Bàn          | Trận   | Bàn    | Trận          | Bàn           | Trận | Bàn  |
| ------------------- | ------------------- | ------------------- | ------------ | ------------ | ------ | ------ | ------------- | ------------- | ---- | ---- |
| Brentford           | 1969–70             | Fourth Division     | 1            | 0            | 0      | 0      | 0             | 0             | 1    | 0    |
| Tổng cộng sự nghiệp | Tổng cộng sự nghiệp | Tổng cộng sự nghiệp | 1            | 0            | 0      | 0      | 0             | 0             | 1    | 0    |